# Diane Duane

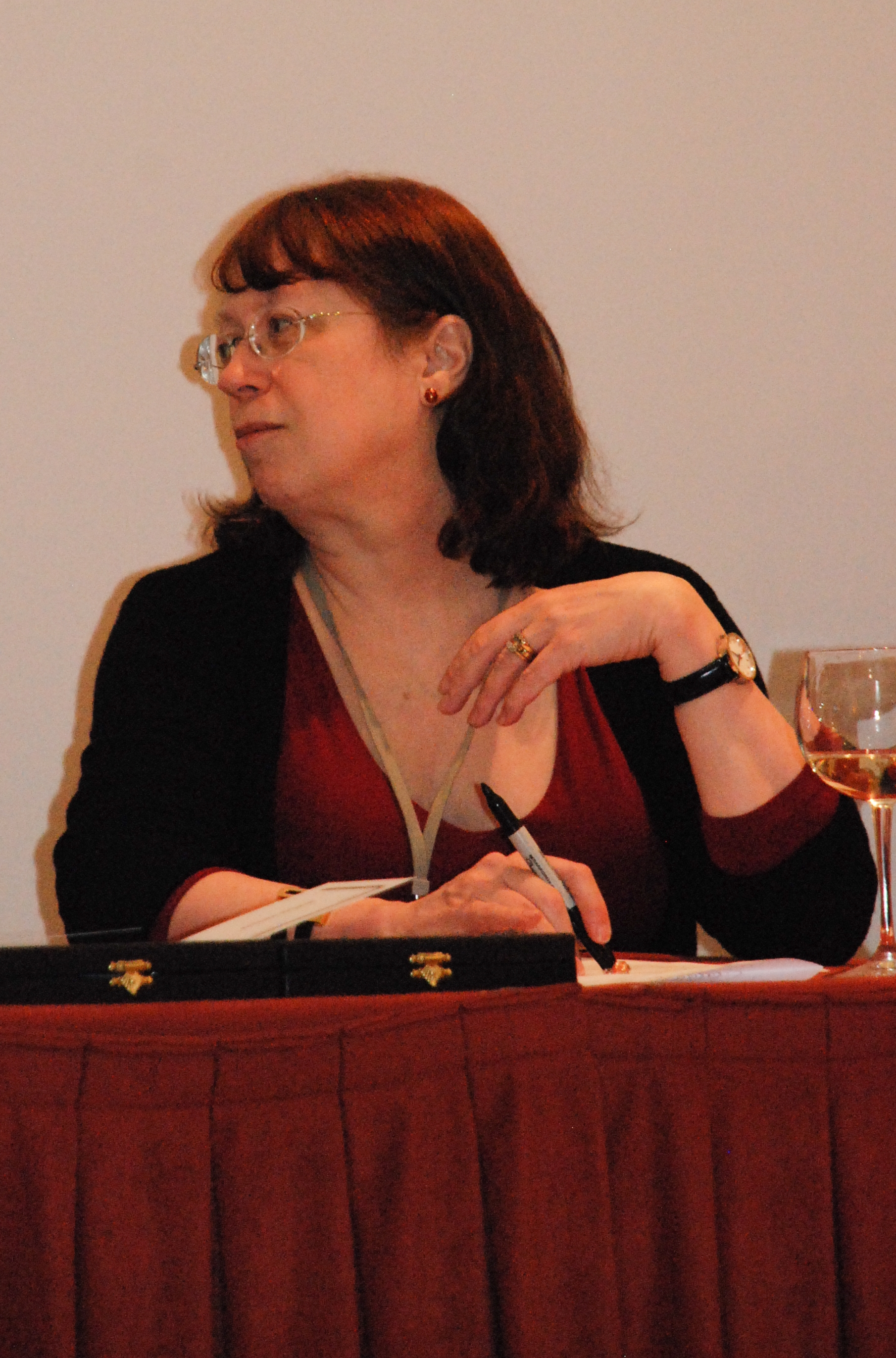
Diane Duane (2010)

Diane Elizabeth Duane (* 18. Mai 1952 in New York City, New York) ist eine US-amerikanische Science-Fiction- und Phantastik-Schriftstellerin sowie Drehbuchautorin. In Deutschland ist sie vor allem durch ihre Star-Trek-Romane bekannt, die auch ins Deutsche übersetzt wurden. Den zweiten Schwerpunkt ihres Werks bildet die „Young-Wizards“-Reihe (bisher neun Bände).

## Leben
Diane Duane verbrachte ihre Kindheit und Jugend auf Long Island im New Yorker Vorort Roosevelt. Nach der Highschool absolvierte sie eine Krankenpflegeausbildung und arbeitete nach ihrem Abschluss 1974 zwei Jahre lang als Krankenschwester. 1976 zog sie nach Kalifornien um und arbeitete dort bis 1978 als Assistentin des Drehbuchautors und Schriftstellers David Gerrold. 1979 erschien ihr erster Roman Door Into Fire bei Dell Books. Seitdem hat sie ungefähr 40 Romane veröffentlicht, dazu verschiedene TV-Drehbücher verfasst (unter anderem für die Serie Star Trek – Die Nächste Generation). Seit 1988 lebt sie mit ihrem nordirischen Ehemann, dem Schriftsteller Peter Morwood, in Irland.

## Werk

### Prosa

#### Star Trek
Bislang sind lediglich einige Star-Trek-Romane von Diane Duane auf Deutsch erschienen.
Bis auf „Dunkler Spiegel“ (TNG) sind alle Bücher im Rahmen der ersten Star-Trek-Serie (TOS) angesiedelt.
- Der verwundete Himmel (The Wounded Sky), 1983, ISBN 3-453-00971-1
- Spocks Welt (Spock's World), 1988, ISBN 3-453-05017-7
- Die Befehle des Doktors (Doctor's Orders), 1990, ISBN 3-453-07970-1
- Dunkler Spiegel (Dark Mirror), 1993, ISBN 3-453-11898-7
- Intellivore, 1997, ISBN 0-671-56832-9

Die Rihannsu-Romane beleuchten den Hintergrund der romulanischen Gesellschaft im Star-Trek-Universum. Dabei weicht die Hintergrundgeschichte von derjenigen ab, die später in TNG dargestellt wird.
- Der Feind, mein Verbündeter (My Enemy, My Ally), Rihannsu 1, 1984, ISBN 3-453-03125-3
- Die Romulaner (The Romulan Way), Rihannsu 2, 1992, mit Peter Morwood, ISBN 3-453-05831-3
- Swordhunt, Rihannsu 3, 2000, ISBN 0-671-04209-2
- Honor Blade, Rihannsu 4, 2000, ISBN 0-671-04210-6
- The Empty Chair, Rihannsu 5, 2006 ISBN 1-4165-0891-0

#### Wizards
Die „Zauberwelt“ von Diane Duane entwickelt eine komplexe phantastische Welt auf der Basis der uns bekannten Realität. Zauberei ist darin eine Wissenschaft, die ausgewählten Individuen von den gottähnlichen Powers That Be zugänglich gemacht wird. Mit der magischen Sprache The Speech können Zauberer nicht nur mit allen Lebewesen kommunizieren, sondern auch Materie, Zeit und Energie modifizieren.
Die Young-Wizards-Reihe dreht sich um die Erlebnisse der amerikanischen Teenager-Zauberer Kit und Nita sowie (seit High Wizardry) ihrer Schwester Dairine. Bislang gibt es keine deutschen Übersetzungen, hingegen sind einige Bände ins Finnische, Niederländische und Russische übertragen worden.
- So You Want to be a Wizard, 1983, ISBN 0-15-204738-7
- Deep Wizardry, 1985, ISBN 0-15-216257-7
- High Wizardry, 1990, ISBN 0-15-216244-5
- A Wizard Abroad 1993, ISBN 0-15-216238-0
- The Wizard’s Dilemma, 2001, ISBN 0-15-202551-0
- A Wizard Alone, 2002, ISBN 0-15-204562-7
- Wizard’s Holiday, 2003, ISBN 0-15-204771-9
- Wizards at War, 2005, ISBN 0-15-204772-7
- A Wizard of Mars, 2010, ISBN 0-15-204770-0
- Interim Errantry: Three Tales of the Young Wizards, 2015, ISBN 1-5186-8825-X
- Games Wizards play, 2016, ISBN 0-547-41806-X

Zauberei beschränkt sich nicht auf Menschen. Auch verschiedene Tierarten haben Zauberer, unter ihnen auch die Katzen, denen Duane eine Trilogie widmet.
- Book of Night With Moon, 1997, ISBN 0-340-69329-0
- To Visit the Queen, 1998, ISBN 0-446-67318-8
- The Big Meow, wird seit 2005 in Fortsetzungen über eine eigene Homepage  veröffentlicht.

Ein alternatives Universum, das im ersten Band von Young Wizards erwähnt wird, bildet den Rahmen eines weiteren Romans:
- Stealing the Elf-King’s Roses, 2002, ISBN 0-446-60983-8

Neben den Romanen hat Duane auch verschiedene Erzählungen aus der Wizards-Welt veröffentlicht, zuletzt die Erzählung
Theobroma im Sammelband Wizards, Inc., Hg. Martin Harry Greenberg und Loren L. Coleman, 2007, ISBN 0-7564-0439-8.

#### The Middle Kingdoms (Saga der mittleren Königreiche)
Mit ihrem ersten veröffentlichten Roman The Door into Fire begann Diane Duane eine immer noch unvollendete High-Fantasy-Reihe, die auch als Tale of the Five veröffentlicht wurde. Die Bücher weisen einige Berührungspunkte mit den Wizards-Werken auf, richten sich jedoch aufgrund der expliziten sexuellen Darstellungen eindeutig an ein erwachsenes Publikum. Der vierte und letzte Band ist laut Duane in Arbeit.
- The Door into Fire, 1979, ISBN 0-552-13661-1, dt. Die Tür ins Feuer, Heyne, ISBN 3-453-02352-8
- The Door into Shadow, 1984, ISBN 0-312-94110-2, dt. Das Tor der Schatten, Heyne, ISBN 3-453-00965-7
- The Door into Sunset, 1992, ISBN 0-312-85184-7

#### Sonstiges
Duane hat für verschiedene weitere Franchises Romane verfasst, unter anderem Spider-Man, X-Men und SeaQuest DSV. Darüber hinaus ist sie Autorin für verschiedene Comics (vor allem Star Trek) und hat zahlreiche Kurzgeschichten aus ihren Arbeitsbereichen veröffentlicht.

### Drehbücher
Diane Duane arbeitet seit rund 20 Jahren als Drehbuchautorin und hat Skripte für verschiedene Fernsehfilme und Episoden von Fernsehserien verfasst. Darunter sind einige Folgen von auch in Deutschland bekannten Serien wie DuckTales und Transformers. Ihre vielleicht bekannteste Arbeit ist das mit Michael Reaves zusammen verfasste Drehbuch zu einer der ersten Folgen von Raumschiff Enterprise – Das nächste Jahrhundert mit dem deutschen Titel Der Reisende.
Zusammen mit ihrem Ehemann sowie Uli Edel schrieb sie das Drehbuch zur erfolgreichen Sat.1-Miniserie Die Nibelungen, die 2004 ausgestrahlt wurde.
1996 verfasste sie die Storyline für das Spiel Privateer 2 – The Darkening aus der Wing-Commander-Reihe.

## Online-Aktivitäten
Diane Duanes Homepage bietet neben detaillierten Informationen über Lebenslauf und Bibliografie auch verschiedene interaktive Serviceangebote. So veröffentlicht sie unregelmäßig Einträge in ihrem Blog und gibt Auskunft über private Erlebnisse und ihre Buchprojekte. Speziell für die Young-Wizards-Fans ist ein Diskussionsforum sowie ein Chatraum eingerichtet.
Derzeit werden darüber hinaus zwei noch nicht erschienene Bücher kapitelweise online veröffentlicht. Während A Wizard of Mars (Young Wizards Band 9, bisher vier Kapitel) nur für Abonnenten zugänglich ist, kann The Big Meow (bisher sechs Kapitel) zeitverzögert auch kostenlos abgerufen werden.